# Имажинизам
Имажинизам (лат. imago - слика) је књижевни покрет, који се јавио у Енглеској 1912. Утемељивач му је амерички песник Езра Паунд (1885 - 1972), који је од 1907. углавном живео у Европи. Његов најзначајнији сарадник био је песник Ричард Алдингтон ( 1892-1962).
Овај правац се постепено из Енглеске преселио у Америку (Ејми Лоуел) и Русију (Сергеј Јесењин).

## Карактеристике
- Имажинисти заговарају сликовитост песничког израза;
- Изражавају се језгровито;
- Често одступају од граматичких правила;
- Штеде на стилским средствима.

## Имажинизам у Русији
Имажинизам је поетски проток унутар руске авангарде који је настао после револуције 1917. Основан је 1918. у Москви од стране групе песника, укључујући Анатолија Маријенгофа, Вадима Шершеневича и Сергеја Јесењина, који је желео да се дистанцира од футуризма. Стилски, они су наследници его-футуризма. Остали чланови групе су били песници Рурик Ивнев, Александар Кусиков, Иван Грузинов, Матвеј Ројзман и истакнути руски драматург Николај Ердман. У јануару 1919. су издали манифест, чији текст је углавном написао Шершеневич. Већина имажиниста су били слободни мислиоци и атеисти. Имажинизам је имао своје главне центре у Москви и Санкт Петербургу. Било је и мањих центара имагинизма у Казану, Саранску и Украјини.
Група се распала 1925, а 1927. године је правац званично ликвидиран.

## Јесењин о имажинизму
Имажинизам се у Русији јавио управо кад је социјалистички реализам постајао главни смер, а сплашњавао футуризам.
Најзначајнији представник имажинизма био је Сергеј Јесењин. Својом новом техником грађења слике, Јесењин је непосредно исписивао нову страницу у историји руског поетског језика.
Треба поћи од основне поставке да је Јесењин желео да види свет који је сликао. Утисак чулности његове поезије из прве имажинистичке фазе проистиче из чињенице да се тај свет, пре него што је постао песма, буквално одразио, не у његовом духовном, већ у његовом физиолошком оку. Отуда је и селекција утисака коју је Јесењин у креативном поступку вршио везана за њихову колористичку линију, за онај слој који се у доживљају транспонује као слика са несимболираним, дакле, перцептивним важењем. Око, којим је Јесењин пре свега видео свет, постаје технички принцип и намеће однос. Оно тражи осветљен поетски простор, рељефно изражен и чулно доступан предметни свет.
Јесењинова нова имажинистичка позиција на свој начин дефинисана већ у првом двостишју песме која отвара његова сабрана дела и које гласи:
Ја стојим крај пута, 
Прислоњен уз иву.
Улога посматрача коју песник себи одређује има принципијелан значај и пресудна је за технику коју он у грађењу ове песме примењује. Јесењин начелно укида симболистичку дистанцу између поетског простора и онога који тај простор доживљава. Симболичко принципијелно тамо Јесењин замењује одредбом овде. Песник је унутар миљеа који слика, све информације у вези с њим су опсег његових могућих чулних и аудитивних утисака, он нас не одводи од предмета који иницирају песму већ нас враћа к њима.
Са становишта конструктивних имажинистичких принципа, оних који су се као ново искуство уткали у кретање песничког језика, најзначајније су оне Јесењинове песме које нису изграђене по методу сликовних фокуса, већ које су у целини јединствен сликовни спој, тј. оне у којима нема информација сликовнога и несликовнога реда. Те песме су, бар на први поглед, изграђене техником буквалног регистровања чињеница, дакле, не утисака, зато што је око које те чињенице региструје неутрализовано.
По формалној организацији песма нема чврстог композиционог рама, нити оног финалног стиха-поруке без кога би се она, лишена фундамента, распала. Стиче се утисак да се сликовне информације могу ређати без ограничења и да место на којем су оне заустављене није ничим предодређено. Песник то чини зато што око које песма прима утиске постаје у једном тренутку презасићено. 
Лишена, међутим, спољашње уобручености, песма поседује неоспорну унутрашњу ограниченост која се постиже "расипањем" својстава. Сликовни спрегови не зраче само у сопственом делокругу, епитети се не исцрпљују значењски искључиво у своме видљивом синтагматском споју. Отуда светлост, која у синтагматској спрези "пршти" на "заливе речне", у доживљају пршти по целом простору песма.
Комбинација метричких и семантичких јединица могућа је управо зато што су оне лишене узајамне везе и нису подвргнуте оној техници хомогенизације коју је Јесењин примењивао у својој дескриптивној поезији, где слика има доминантно место. Овде је слика у функцији нечег другог, она је рам и отуда је сиромашнија, а доста општих места („звижди ветар“, „дан се гаси“) и без поступка детаљизације и конкретизације који је Јесењин примењивао раније.
Јесењин је био свестан значаја својих нових открића у техници грађења и коришћења слике и у вези с тим је у предговору за издање својих песама 1924. године писао :
У мојим стиховима читалац пре свега треба да обрати пажњу на мој лиризам и на ону сликовитост, која је послужила као путоказ многим млађим песницима и белетристима. Ту слику нисам ја измислио... али сам је први развио и ставио у основу мојих стихова. Она у мени живи органски исто онако као и моје страсти и осећања. То је моја специфичност и томе у мене могу учити, као што се ја нечему другом могу научити у других.